# Semecarpus curtisii
Semecarpus curtisii är en sumakväxtart som beskrevs av George King. Semecarpus curtisii ingår i släktet Semecarpus och familjen sumakväxter. Inga underarter finns listade i Catalogue of Life.